# 팔령초등학교
팔령초등학교는 대한민국 경상남도 함양군 함양읍 원구길 79 (구룡리)에 있었던 초등학교이다.

## 연혁
- 1944년 4월 1일 석복공립국민학교 구룡분교장 개교
- 1947년 9월 1일 팔령국민학교 인가
- 1954년 5월 5일 팔령국민학교 상죽림분교장 설치
- 1961년 11월 27일 팔령국민학교 상죽림분교장 인가
- 1986년 2월 20일 병설유치원 인가
- 1996년 3월 1일 팔령초등학교로 교명 변경
- 1999년 2월 20일 제48회 졸업식(총 졸업생 수 2,028명)
- 1999년 9월 1일 위성초등학교에 통합